# 釋心定
釋心定（1944年2月4日—），號慧熙，台灣雲林人，佛光山寺第五、六任總住持。
大慈基金會一心育幼院董事長

## 行跡
1967年5月16日參加佛光山開山動土大典，從此結了一生奉獻佛光山的因緣。1968年農曆正月初九日，陪同心平和尚前往彰化田尾，為佛光山選擇樹苗。2月19日早晨，歸投釋星雲法師披剃出家，與心平和尚同為臨濟正宗第四十九世傳人，並一直投入開山的粗重工作，1969年在基隆海會寺求授具足大戒，1971年6月13日畢業于佛光山東方佛教學院，除了照顧建設工程之外，也兼任教師及各項法務工作，包括總務、典制等，曾為佛光山的組織章程擬稿起草，以及法會中的緣起文疏，乃至早期各別分院的緣起文章等。
- 1981年進入中國文化大學印度文化研究所研究二年，畢業后，曾代替釋星雲在東海大學教授「佛教與人生」的課程，同時也到各地為信徒開示佛法或到監獄或看守所，為受刑人或收容人開示佛法，併為他們證明歸依三寶，也曾在監獄中為受刑人傳授五戒，更曾經在監獄舉辦過短期出家的儀式。

- 1986年開始，心定和尚走向國際弘揚佛法的任務，到2009年為止，其足跡已走遍全球各地。

## 經歷
- 曾在2003年、2004年分別應邀到中國南京律宗道場寶華山及祖庭棲霞山講解戒律及擔任尊證和尚。
- 1988年起，分別在美國西來寺，印度菩提伽耶，以及澳洲南天寺等傳授三壇大戒中，擔任開堂和尚。
- 2004年10月底，曾在哈佛大學及史密斯大學設放瑜伽焰口佛事。
- 在世界各國知名大學演講佛法。在國立中山大學應聘教授佛學將近兩年。
- 曾擔任住持的寺院計有：佛光山普門中學董事長、馬來西亞龍華寺、美國佛光山西來寺、台灣高雄佛光山普賢寺、台灣台北佛光山普門寺，以及最後擔任佛光山寺第五(代理圓寂之心平和尚未完之兩年任期)、六任總住持(即：佛光山宗務委員會宗長)。
- 2004年於國際佛光會中華總會第五屆總會長交接典禮上，由吳伯雄總會長交予新任總會長職務。

## 現任
- 佛光山泰國泰華寺住持
- 佛光山佛陀紀念館籌建委員會副主任委員
- 普門學報社務委員
- 佛光山教育院教育委員

| 前任： 心平和尚 (圓寂) | 佛光山第四(代理)、五、六任住持 西元1995年—2005年 | 繼任： 心培和尚 |